# CON-CANムービーフェスティバル
CON-CANムービー・フェスティバル（英称：CON-CAN Movie Festival、略称CON-CAN）は、インターネット上で開催される国際短編映画祭。CON-CANの運営母体である株式会社メディア総合研究所のCEO、吉野眞弘が実行委員長を務める。

## 概要
CON-CANは、ITコンサルティング、翻訳、出版、映像事業を展開する株式会社メディア総合研究所のCEOである吉野眞弘（よしのまさひろ）が2005年に創設。「CON-CAN」の名称は、「魂観（コンカン）＝魂を観る」から命名。
創設の意図は、インターネット映画祭を通じて国内外の隠れたクリエイターの才能を発掘すること。インタラクティブ性の高いウェブサイトを通じて、映像制作者の魂の声と視聴者の声をつなぐ場を持ち、映画の視聴だけでなく視聴者賞への投票や作品へのコメント投稿も可能。 2009年7月より「第6回CON-CANムービー・フェスティバル」を開催。7月1日配信の10作品を皮切りに、隔週で10作品ずつ、10月までにノミネート作品計80本をインターネット配信し、視聴者投票を受け付ける。視聴者賞とは別に、「CON-CANコンペティション」として、プロによる最終審査を経て、グランプリを決定、11月の授賞式で表彰する。
2012年、第1回町田CON-CANショートフィルム・フェスティバルを開催したが、第2回以降は行われていない。

## コンペティション
- グランプリ：1作品、審査員特別賞：1作品、部門賞4作品

CON-CAN内の実行委員会により内部審査が実施され80作品が選出される。内部審査を通過した80作品を映画祭ノミネート作品とする。さらにCON－CAN予備審査委員会による予備審査が行われ、優秀な20作品をグランプリ・ノミネート作品として選出。
最終審査は、世界各地で活躍する著名な映画関係者５名からなるCON-CAN国際審査員団によるインターネット・カンファレンスにより行われる。これによりノミネート20作品からグランプリ1作品、審査員特別賞1作品、部門賞4作品を決定する（第5回までは魂賞が設けられていたが第6回より変更）。

## 視聴者賞
- 視聴者賞：8作品（各プログラムごとに1作品）

コンペティションとは別に、映画祭ノミネート80作品については視聴者投票が行われる。視聴者賞はウェブサイトからの投票により決定する。視聴者賞の投票期間は、プログラム1-8までのグループごとに2週間。各プログラムには様々なジャンル、長さの10作品が混在する。計80作品への投票が4ヶ月間にわたり展開され、各プログラムごとに、もっとも票を得た8作品が視聴者賞を受賞する。ウェブサイトで配信される80作品には日本語・英語2ヶ国語の字幕が付いている（ただし英語作品には日本語字幕のみ、日本語作品には英語字幕のみ。日本語ページから視聴すると日本語字幕が表示され、英語ページから視聴すると英語字幕が表示される仕組み）。

## 受賞作品

### グランプリ受賞作品
- 2005年（第1回）：『Ohayo』（岡田 信也）日本
- 2006年4月（第2回）：『ペールケレ!』（アルト・トゥオヒマ）フィンランド
- 2006年10月（第3回）：『ゴスペル・オブ・クレオール・ピッグ』（ミシュランジュ・ケイ）フランス
- 2007年（第4回）：『池』（ワン・イン） 中国
- 2008年（第5回）：『アタ』（チャーラ・ゼンジルジ＆ギヨーム・ジョヴァネッティ）フランス

### 魂賞受賞作品
- 2005年（第1回）
  - 『ジャメルの目』 （デビッド・カザルス＝ローマ）スペイン
  - 『悪魔』 （イリーナ・エフチェーエワ）ロシア
- 2006年4月（第2回）
  - 『小部屋』 （ユ・セオクユン）韓国
  - 『妹』 （ダニエル・ムロイ）英国
- 2006年10月（第3回）
  - 『愛してないなら、ほっといて』 （デュアン・ホプキンス）英国
  - 『白昼』 （ラジフ・アフジャ）インド
- 2007年（第4回）
  - 『ナシハ』 （ギジェルモ・リオス）スペイン
  - 『シフト・イン・パーセプション』 （ダン・モンソー）オーストラリア
- 2008年（第5回）
  - 『残された時間』 （エルヴ・ドゥメール）カナダ
  - 『流れ作業』 （カルラ・モタ）ポルトガル
  - 『アヒルとガチョウ』 （ベク・ソン・フン）中国（※特別賞）

### 視聴者賞受賞作品
- 2005年（第1回）
  - 『ヘアー人間。』 （中茎強）日本
  - 『アウト・オブ・タイム』 （ブレイク・リトソン、ディラン・リトソン）英国
- 2006年4月（第2回）
  - 『妹』 （ダニエル・ムロイ）英国
- 2006年10月（第3回）
  - 『衝突!』 （ウムト・アラル）トルコ
- 2007年（第4回）
  - 『シフト・イン・パーセプション』 （ダン・モンソー）オーストラリア
  - 『空き地』 （ペドロ・トウセダ）スペイン
  - 『4 1/4』 （アウンドレイ・ジョンソン）米国
  - 『スピリット・チャイルド』 （エリノア・ゲラー）英国
- 2008年（第5回）
  - 『Walk with her』 （植松義貴）日本
  - 『アタ』 （チャーラ・ゼンジルジ＆ギヨーム・ジョヴァネッティ）フランス
  - 『代用品』 （アレキサンダー・アドラー）イスラエル
  - 『ドレス』 （エヴェリーヌ・ペゴ＝オギエ）ペルー

## 国際審査員
第1回
- ババク・パヤミ (映画監督) イラン/カナダ
- デニス・リム (NYヴィレッジ・ヴォイス紙映画批評家) アメリカ
- フェイ・ツァオ (北京電影学院教授、撮影監督) 中国
- ジャン＝ミシェル・フロドン（カイエ・デュ・シネマ編集長） フランス
- ユッカ＝ペッカ・ラクソ（タンペレ国際短編映画祭ディレクター） フィンランド
- ピーター・ミリン（オーストラリア国営映画・テレビ・ラジオ学校プロダクション・エグゼクティブ） オーストラリア
- 佐々木昭一郎（音声・映像ディレクター） 日本

第2回
- ババク・パヤミ (映画監督) イラン/カナダ
- デニス・リム（NYヴィレッジ・ヴォイス紙映画批評家) アメリカ
- 侯孝賢 (映画監督) 台湾
- ジャン＝ミシェル・フロドン（カイエ・デュ・シネマ編集長）フランス
- ユッカ＝ペッカ・ラクソ（タンペレ国際短編映画祭ディレクター） フィンランド
- ピーター・ミリン（オーストラリア国営映画・テレビ・ラジオ学校プロダクション・エグゼクティブ）オーストラリア
- 野上照代 (黒澤プロ プロダクション・マネージャー）日本

第3回
- ジャン＝ミシェル・フロドン（カイエ・デュ・シネマ誌編集長）フランス
- 小林政広 （映画監督） 日本
- ユッカ＝ペッカ・ラクソ（タンペレ国際短編映画祭ディレクター）フィンランド
- デニス・リム（NYヴィレッジ・ヴォイス紙映画批評家）アメリカ
- アミール・ナデリ（映画監督）イラン/アメリカ

第4回
- ユッカ＝ペッカ・ラクソ（タンペレ国際短編映画祭ディレクター）フィンランド
- チー・ホン（北京電影学院講師、撮影監督・ディレクター）中国
- ヴァンサン・マロウサ（カイエ・デュ・シネマ映画批評家）フランス
- タパン・スハイ（映画監督）インド
- クリス・フジワラ（映画批評家）アメリカ

第5回
- クリス・フジワラ（映画批評家）アメリカ
- 兼松熈太郎（日本映画撮影監督協会理事長）日本
- ユッカ＝ペッカ・ラクソ（タンペレ国際短編映画祭代表）フィンランド
- マイケル・リノーヴ（南カリフォルニア大学映画芸術学部副学部長）アメリカ
- 張会軍（北京電影学院院長）中国